# アゲアゲホイホイ
『アゲアゲホイホイ』とは、高校野球の応援歌・応援形式の一つ、通称アゲホイ。

## 解説
サンバ・デ・ジャネイロ (pl:Samba de Janeiro) のメロディーに合わて 「ハイヤハイヤハイー！」 「アゲアゲホイホイ！」「もっともっと～！」と合いの手を入れる。高校野球の強豪校、報徳学園が発祥と言われており、2014年ごろに誕生し瞬く間に全国に広まり、今では高校野球の風物詩ともなっている。